# Sybian

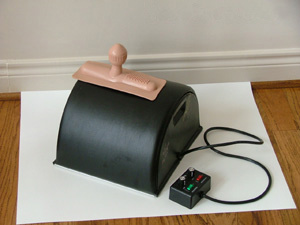
Sybian s ovladačem

Sybian je typ erotické pomůcky; mechanické zařízení sloužící k automatizované masturbaci. Skládá se z dutého sedla obsahujícího dva elektromotory s regulovatelnými otáčkami, a soustavu převodů a klik, které jsou vyvedeny do tyčinky na hřbetu zařízení, která jednak vibruje a jednak se otáčí kolem své osy v rozsahu nastavitelných rychlostí. Vibruje i vibrační hřeben umístěný u tyčinky. Intenzitu vibrací i rychlost rotace lze ovládat dvěma samostatnými otočnými ovladači.
Sybian je dodáván s pružnými tvarovanými nástavci, které se nasazují na vibrační hřeben a tyčinku, a které jsou na horní straně většinou vyústěny v dildo. Uživatel(ka) Sybianu zpravidla klečí (příp. sedí) rozkročen(a) nad strojem a obhospodařuje nástavec (obvykle doplněný kondomem a lubrikantem), který zavede do pochvy či konečníku. Zároveň svými vnějšími erotogenními částmi těla vyvíjí tlak na vibrační hřeben.

## Vývoj
Podle jeho vynálezce, Davea Lamperta, byl Sybian vymýšlen v 70. letech a vyvinut v roce 1983. V roce 1985 byl postaven prototyp s dřevěným rámem a plechovým krytem s vyčnívajícím vibrátorem. Druhý prototyp se již stal základem pro současné sériové modely.
Lampert a jeho tým zpočátku nazývali zařízení Master Better, zkráceně „MB“, asi čtyři roky, než pro něj zvolili nový název. Název Sybian byl odvozen od antického města Sybaris v jižní Itálii, které bylo spojováno s přepychovým životem.
Na základě vlastního výzkumu Lampert vyslovil domněnku, že poloha „žena nahoře“ při pohlavním styku nejlépe přispívá k ženskému orgasmu a že stimulace se zvyšuje, zůstává-li penis plně zasunutý a partnerka se pohupuje pánví dopředu a dozadu, čímž dochází ke kontaktu s citlivým bodem G na přední stěně pochvy.
V roce 2016 byl Lampert za svůj vynález oceněn cenou AVN za celoživotní dílo. Zemřel v červenci 2021 ve věku 90 let.

## Specifikace
Sybian obvykle váží kolem 10 kg a měří kolem 33 cm na šířku i délku, a 20 cm na výšku (bez gumového nástavce). Napájecí kabel je dlouhý 2,5 m. Přístroj je navržen pro práci s penetračním nástavcem nebo bez něj. Při provozu Sybian působí vibracemi na pánevní dno, včetně poštěváčku, poševního vchodu a pochvy, i análního otvoru. Volitelné penetrační nástavce jsou poháněny elektromotorem s převodem 20:1 o výkonu 25 W, a rotují kolem své osy rychlostí od 0 do 120 otáček za minutu. Vibrace jsou vytvářeny elektromotorem o výkonu 44 W, který pracuje v regulovatelném rozsahu 0 až 6500 otáček za minutu. Konstrukce Sybianu, do určité míry vodotěsná a zvenčí opatřená polstrovaným koženkovým potahem, unese váhu až 450 kg. Zabudované úchyty usnadňují přenášení přístroje. Sybian je obvykle prodáván s několika různě velkými silikonovými nástavci různých tvarů.
Sybian je vyráběn společností Abco Research Associates v Monticello, Illinois. Alternativou je podobný (a o něco levnější) výrobek značky Tremor.

## Rozšíření
Po svém uvedení na trh v roce 1987 se Sybian objevil na obálce prosincového vydání časopisu Penthouse Forum. Poprvé se objevil ve snímku Orgasmatic (1998), nominovaném na cenu AVN Awards za „nejskandálnější sexuální scénu“ za výkon herečky Ruby Original s tímto přístrojem.
Zhruba od roku 2000 se Sybian objevuje v mnoha podobně zaměřených snímcích; většího věhlasu zařízení došlo v polovině nultých let, poté, co je skandalista Howard Stern prezentoval ve své rozhlasové i televizní The Howard Stern Show. V roce 2006 Stern obdržel Sybian jako dárek k narozeninám.